# Kraakbeenkanker

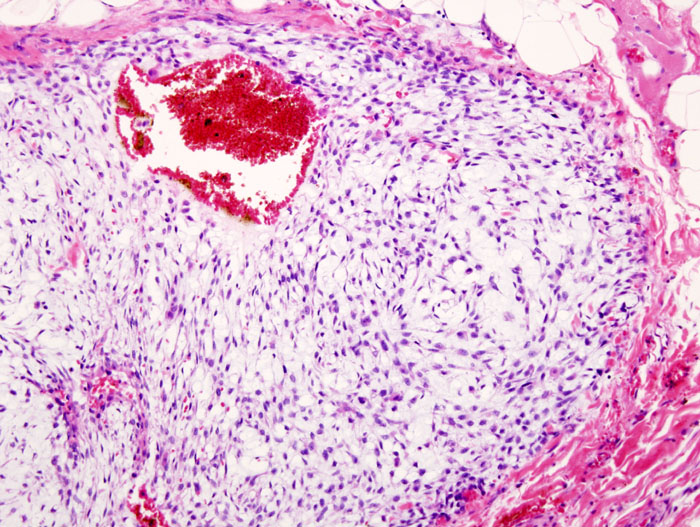
Afbeelding van kraakbeenkanker in een ribbenkast (H&E-kleuring).

Kraakbeenkanker of chondrosarcoom is een kwaadaardige tumor die kraakbeen produceert. Het is een vorm van kanker die in wisselende mate van moeilijkheidsgraad te behandelen is. Zo kan het heel erg ingewikkeld zijn om de diagnose kraakbeenkanker te stellen. Het is vaak lastig om een onderscheid te maken tussen goedaardige en laaggradige kwaadaardige kraakbeentumoren. Kraakbeenkanker is een zeldzame vorm van kanker. Meestal zijn de patiënten ouder dan vijftig jaar. Hoe de ziekte ontstaat is nog niet bekend. Mensen met kraakbeenkanker hebben vaak veel pijn, dat komt door de mate van uitbreiding van de tumor of door verzwakking van het bot. Regelmatig wordt de kraakbeenkanker per toeval geconstateerd, na het maken van bijvoorbeeld een MRI of Röntgenfoto, dus zonder dat er duidelijke klachten zijn.
Net als bij andere vormen van kanker, is er bij kraakbeenkanker een kans op uitzaaiing. Deze kans op uitzaaiing is bij laaggradige chondrosarcomen zeer gering maar bij hooggradige chondrosarcomen is dat veel groter. Ditzelfde geldt voor de kans op lokaal recidief (terugkomen van de kanker op de behandelde locatie). Bij kraakbeenkanker zijn de vooruitzichten wisselend. Bij laaggradige chondrosarcomen is de prognose zeer gunstig, met een lokaal recidief kans op <5% en uitzaaiing <1%. Terwijl bij hooggradige chondrosarcomen dit veel hoger ligt: >20% lokaal recidief en >30% uitzaaiing. Chirurgie is vaak de enige manier om kraakbeenkanker te bestrijden, chondrosarcomen reageren bijna niet op chemotherapie en bestraling.
De chirurgische behandeling van laaggradig kraakbeenkanker is intralesionaal (chirurg opereert in de tumor zelf), terwijl dit bij hooggradig kraakbeenkanker en-bloc verwijderen is (chirurg opereert om de tumor heen). De jaarlijkse controle na een chirurgische behandeling van een chondrosarcoom is met MRI en/of Röntgenfoto's.
Nederland heeft anno 2010 vier gespecialiseerde centra voor beentumoren:
- Leiden Universitair Medisch Centrum, LUMC, Leiden
- Academisch Medisch Centrum, AMC, Amsterdam
- Universitair Medisch Centrum Groningen, UMCG, Groningen
- Radboud ziekenhuis, UMC St Radboud, Nijmegen

Voor België :
- Universitair Ziekenhuis Gent